# Rena Dourou
Irene "Rena" Dourou (Atenes, 7 d'octubre de 1974) és una politòloga i política grega de la Coalició de l'Esquerra Radical. Des de setembre de 2014 és la governadora regional d'Àtica. 